# Lima Challenger 2007
Il Lima Challenger 2007 è stato un torneo di tennis facente parte della categoria ATP Challenger Series nell'ambito dell'ATP Challenger Series 2007. Il torneo si è giocato a Lima in Perù dal 19 al 15 novembre 2007 su campi in terra rossa.

## Vincitori

### Singolare
Pablo Cuevas ha battuto in finale  Marcos Daniel con il punteggio di 0–6, 6–4, 6–3.

### Doppio
Pablo Cuevas /  Eduardo Schwank hanno battuto in finale  Michael Quintero /  Martín Vilarrubi 6–4, 6–2.